# CS2D
CS2D (раніше Counter-Strike 2D) — комп'ютерна гра у жанрі командного Top-Down шутера, безкоштовний власний двомірний клон популярної гри Counter-Strike компанії Valve Software. Вийшла через день після випуску Counter-Strike: Condition Zero. Ця гра відрізняється від оригіналу — вона повністю перероблена під 2D-вимірювання (вид зверху, новий геймплей). Починаючи з версії 0.1.0.5, гра використовує двигун BlitzMax.

## Опис геймплея
Counter-Strike 2D — казуальна інді-гра, яка стає дуже популярною серед любителів міні-ігор Західної Європи.
Всі версії гри були написані мовою Blitz3D, і вихідний код деяких версій доступний на сайті розробника. Однак, посилання на файли з вихідним кодом знаходяться на форумі Unreal Software. Жодних ліцензій у коді не згадується, лише проставлено символ копірайта (©; юридично має лише повідомний характер).
Основна ідея оригінальної гри не змінилася. Для неї також характерне протистояння двох основних команд - терористів (позначаються скорочено літерою «Т», виділяються червоним кольором) і контр-терористів (позначаються скорочено абревіатурою «СТ», виділяються синім кольором). За виконані місії або виграні раунди гравцям команди-переможця нараховуються гроші, які можуть бути витрачені на зброю, боєприпаси, бронежилети, прилади нічного бачення і т.д.
Як і в оригінальній Counter-Strike, залежно від типу ігрової карти, завдання можуть бути в типах as (вбивство/захист іменитої персони), cs (утримання/звільнення заручників), de (вибух/знешкодження бомби), es (втеча/переслідування), крім того розробниками створені режими ctf (захоплення ворожого прапора та захист прапора своєї команди; англ. capture the flag), модифікація «зомбі» (зараження) і dom (домінування), dm (deathmatch, «бій на смерть»). Для деяких модіфікацій завдання та типи карток можуть відрізнятися.

## Розробка
Попри те, що гра розробляється з 2004 року, вона періодично отримує поновлення. Так 22 листопада 2015 гра офіційно вийшла зі стадії бети. У квітні 2017 «Counter-Strike 2D» гра була перейменована на «CS2D» і з версії 1.0.0.3 нова назва стала офіційною. На даний момент (грудень 2019 року) робота над оновленнями продовжується. 16 листопада CS2D стала доступна в Steam.

## Системні вимоги
Мінімальні для IBM PC:
- процесор Pentium II або Athlon 400 МГц
- 32 Мбайт RAM
- відеокарта з 32 Мбайт пам'яті

## Налаштування та встановлення виділеного сервера
Незважаючи на простоту механіки гри, вона збудована майже на тих же алгоритмах і принципах, що і Counter-Strike, внаслідок чого стала навіть можлива установка виділеного сервера.